# Zettai Kareshi
Zettai Kareshi (絶対彼氏?  lit. 'Novio absoluto') es una serie de manga escrita y dibujada por Yuu Watase. Fue publicada por la revista Shōjo Comic (少女コミック Shōjo Komikku?, comúnmente abreviado como 少コミ Shōkomi, Sho-Comi o Shōcomi) desde el año 2003 hasta el 2005, reuniendo un total de seis volúmenes.

## Trama
La historia gira alrededor de Riiko Izawa, una estudiante de preparatoria que nunca ha tenido novio, ya que siempre es rechazada por los chicos de los que se enamora. Un día, cuando devuelve un teléfono celular extraviado a un hombre de vestimenta extraña, insiste en que quiere tener novio, herida por la desilusión vivida esa misma mañana. El sujeto, en agradecimiento, le entrega un CD que contiene la dirección del sitio web de la compañía para la que trabaja: Kronos Heaven, lugar en el que asegura encontrará lo que busca. 
Cuando ingresa al sitio, Riiko descubre que es una página para crear al amante perfecto. Tomándolo por un juego, y enganchada por la oferta de probarlo gratis por tres días, personaliza y ordena una figura con su ideal. Al día siguiente, para su sorpresa, le entregan un paquete de la misma compañía. Al abrirlo encuentra un cuerpo y, tras una pequeña crisis, una llamada del vendedor y descubrir que se trata de un robot, decide hojear el manual de instrucciones en el cual se especifica que para activarlo debe besarlo, lo que al mismo tiempo lo configura para que se «enamore» sólo de ella. Lo nombra Night. 
Pasadas 72 horas, el vendedor, Gaku Namikiri, se presenta para cobrar la factura del novio. Riiko creía que aún no habían transcurrido los tres días, por lo que ya no puede devolverlo, y prácticamente es obligada a adquirirlo por ¥ 100,000,000. Gaku le ofrece un plan especial de pagos a un plazo de más de 50 años, por lo que, a su pesar, consigue un trabajo en un bar cosplay junto con Night (ya que éste insistió en que debía saldar su propio gasto). Al fracasar rotundamente en la primera noche, Night le pide que lo devuelva, a lo que Namikiri vuelve a aparecer, esta vez proponiendo a ambos otra oferta especial: pagar únicamente con el dinero que tengan en ese momento a cambio de recopilar datos sobre los sentimientos y pensamientos de las mujeres para poder perfeccionar y crear futuros modelos de amantes, manteniendo todo en secreto, ya que si se llegase a descubrir que Night es un robot, Riiko debería pagar los cien millones. 
Ahora, Riiko debe lidiar con  la confusión emocional originada por el perfecto amante, los repentinos celos de Soushi, su amigo de la infancia, y la envidia de su mejor amiga, Mika; pero no sólo eso, sino que la pareja también debe enfrentarse a otros modelos, que buscan reemplazar a Night dado que no ha cumplido con su función de «amante nocturno», y al malfuncionamiento que presenta a medida que avanza la historia, fallas provocadas tanto por los daños sufridos en las peleas con los otros modelos como por emociones humanas reales, lo cual le permite en verdad enamorarse de Riiko, pero sacrifica su sistema. Al final, su relación logra superar las pruebas, pero los sentimientos de Night generan errores que sobrepasan sus habilidades y, finalmente, hacen que deje de funcionar.

## Personajes
Riiko Izawa (井沢リイコ, Izawa Riiko) 
Intérprete en el j-drama: Saki Aibu
Riiko es una estudiante de preparatoria, tiene 16 años y una muy mala suerte con los chicos. Por una u otra razón siempre es rechazada tras confesarse, por lo que nunca ha tenido novio. Es bastante ingenua y hasta cierto punto torpe y distraída, pero también es amable y seria cuando se requiere. Prácticamente vive sola debido a que sus padres siempre están en el extranjero, pero es cuidada por Soushi, su vecino y amigo de la infancia, aunque siempre se encuentren insultándose. Al principio de la serie, hay muchas burlas acerca de lo plana que es (32-AA); no en vano así comienza la serie, con ella midiéndose los pechos.
Tras ayudar a Gaku a recuperar su celular, termina consiguiendo un robot por amante. En un inicio está bastante incómoda con Night, pero gracias a su convivencia diaria y  atenciones, poco a poco termina por encariñarse con él, lo cual trata de negar constantemente, recordándose que no es humano, que todos sus comportamientos son programados; sin embargo, no puede evitar sentir celos cuando coquetea o halaga a otras chicas en sus intentos de reunir datos, confundiendo aún más sus sentimientos, ya que Soushi le gusta tanto como Night, pero no sabe de quién está enamorada, asunto que le cuesta aclarar durante la mayor parte de la historia. 
Termina siendo puesta a prueba por Kronos Heaven varias veces sin saberlo, y cuando tratan de arrebatarle a Night, se opone rebelándose contra los modelos puestos en su contra, eligiéndolo como el chico que ama. 

Night Tenjou (天城ナイト, Tenjō Naito) 
Intérprete en el j-drama: Mokomichi Hayami
Nightly 01 es una figura de prueba perteneciente a la serie de amantes nocturnos vendidos por Kronos Heaven. Debido a las configuraciones pedidas por Riiko, es el “novio perfecto”: bueno en deportes, guapo, inteligente, sensible y cuantos más adjetivos añadió a la lista, mismos que elevaron tanto su precio final, siendo el coste ¥ 1,000,000 por característica. También, gracias a ser un producto, habla varios idiomas con fluidez.
Riiko lo llama Night basándose en su modelo “Nightly” (nocturno), Namikiri le da el apellido de la misma forma, sólo que proviniendo de “Heaven” (cielo), siendo Tenjou una mezcla de las palabras para castillo y cielo. 
Al ser diseñado como parte de la línea nocturna, ofrece constantemente tener relaciones, a lo que siempre es rechazado terminantemente, respetando las negativas de Riiko. Tiene nulo sentido de la privacidad por lo que a menudo avergüenza a la chica, más trata de hacer lo posible por demostrarle su amor y ser aceptado como novio. Al principio, funciona según la programación esperada, pero al pasar tiempo juntos, comienza a envidiar el vínculo que tienen Riiko y Soushi, por lo que desea ser más humano para poder entenderla y hacerla feliz. Es consciente de que es sólo una figura, pero eso no le impide desarrollar verdaderas emociones y entra en una especie de amor no correspondido. Gaku se encarga de cumplir sus peticiones, como inscribirlo en la misma escuela que su novia, conseguirle un trabajo de nombre para impresionar a los padres, y demás favores, lo que hace que confíe demasiado en él a pesar de trabajar para la empresa a la que comienza a oponerse. 
Originalmente, puede resetear su sistema con un beso, “enamorándose” de su nueva pareja, lo que ocurre una vez, cuando consigue un trabajo en un host club (bar de anfitriones) a escondidas de Riiko para ayudar a pagar la deuda. Se vuelve amante de una clienta del club, pero a pesar de ello, es capaz de recordar a Riiko como una exnovia, lo cual según Gaku es imposible, ya que al cambiar de dueña debe olvidar completamente a la anterior. Al besarlo de nuevo, reinicia su programación eliminando todo recuerdo de la mujer; desde ese momento Night parece ser más consciente de los sentimientos de Riiko, y evita ser besado por quien no sea ella en el resto de la serie. Finalmente llega a enamorarse en verdad, desobedeciendo las órdenes de Kronos Heaven e incluso bloquea su sistema cuando tratan de darle mantenimiento tras la pelea con Toshiki para evitar olvidar a Riiko. Huye a media reparación, remarcando que tiene voluntad propia, pero, al no ser restaurado por completo, su cuerpo comienza a fallar más, y sabe que algún día ello provocará que su sistema deje de funcionar, por lo que, conforme se vuelve más cercano a Riiko, decide no decírselo. Empeora después de enfrentar al otro Nightly 01. Escribe una carta a Soushi pidiendo vuelva a lado de ella, y espera que continúe su vida sin sentirse mal por él. Aun así, a pesar de ser un modelo obsoleto, Riiko pudo negociar lo mantuvieran almacenado en la compañía donde intentarían repararlo, aunque no se sabe cuánto tardarían, o si lo lograrían. 

Soushi Asamoto (浅元ソウシ, Asamoto Soushi) 
Intérprete en el j-drama: Hiro Mizushima
Es amigo de la infancia de Riiko, a quien se ha acostumbrado a cuidar, ordenando su departamento, llevándole el almuerzo y la cena, verificando si se encuentra bien o solo molestándola, por lo que parece ser un entrometido para la propia Riiko, aunque en realidad lo aprecia demasiado, sólo que no es consciente de ello. Es bastante astuto y también bueno en los deportes. 
Vive solo con su hermano menor, haciéndose cargo de ambos ya que su padre viaja constantemente como parte de su trabajo como fotógrafo. Al inicio de la historia parece que simplemente ve a Riiko como una querida amiga, pero tras la aparición de Night comienza a sentir celos, dándose cuenta de que debe confesarse o la perderá para siempre. Muestra ser comprensivo y consuela a la chica cuando pierde a su mejor amiga, cuando se equivoca en el trabajo, y otras situaciones, haciéndola dudar. Como Riiko no puede elegir a uno, y asegura quererlos a ambos, se vuelve rival de Night, insistiendo constantemente en que debe aclarar sus sentimientos, ya que elegir a ambos significa que no quiere a ninguno en realidad. A pesar de competir por el amor de Riiko, une fuerzas con Night cuando se trata del bienestar de la protagonista. 
Una noche, es testigo de la pelea entre Toshiki y Night. Ya sospechaba que las habilidades del novio de su amiga eran inusuales, pero confirmar que no es humano lo hace enfurecer con Riiko, por preferir a una figura antes que a él. Al ser la primera persona en descubrir la verdadera naturaleza de Night, y enterarse de la deuda de Riiko, negocia con Gaku el guardar el secreto. Cuando Night es llevado a mantenimiento, se impone en casa de Riiko tratando de convencerla de que es mejor partido que el robot, pero nota la preocupación que tiene hacia el otro, y termina por desistir. Es oficialmente rechazado, y a pesar de ello, apoya la felicidad de su amiga. Hacia el final, se muda a España, donde su padre ha iniciado una empresa y se espera comience a trabajar en ella, pero termina volviendo a Japón para cuidar de Riiko tras recibir la carta de Night. 

Gaku Namikiri (ガク·ナミキリ) 
Intérprete en el j-drama: Kuranosuke Sasaki
Un vendedor con un estilo de vestir bastante peculiar, siendo señalado como cosplayer en varias ocasiones, aunque en realidad se trata de su uniforme de trabajo. Es insistente en los negocios pero con una personalidad aparentemente despreocupada. Habla en dialecto de Kansai e intercala palabras en otros idiomas a media conversación. Cuando Riiko le devuelve su celular, intenta regresarle el favor ofreciéndole varios productos, siendo tan persistente que terminan por pedirle un novio. Al despedirse, resulta ya saber sobre Riiko. 
Cuando ve que la joven no puede pagar por Night, y como el devolverlo no es opción ya que le daría mala reputación en su empleo o probablemente le costaría su sueldo, le permite conservarlo siempre y cuando recolecten datos para Kronos Heaven, una empresa dedicada a la creación de figuras realistas, y puedan mejorar sus productos.  Mantiene monitoreado el progreso de la relación entre Night y Riiko, y suele aparecerse de la nada en los momentos menos (o quizás mejor dicho, más) indicados siendo un alivio cómico para el manga. Es en quien Night más confía porque siempre está ayudándolo, ya sea a crear situaciones donde pueda acercarse a Riiko o cuando se mete en problemas. También, cuando presenta fallas, Gaku es quien los arregla negociando con la compañía, que con el tiempo pone en riesgo su contrato. Cuando Night comienza a rebelarse, es enviado junto a Yuki para capturarlo; pero para este punto ya aprecia al robot, y cuando el último intento falla, dice a Yuki los deje en paz ya que ambos han demostrado quererse, al volver a la compañía espera ser despedido.  
En el último capítulo, recoge a Night tras dejar de funcionar, y es el encargado de entregar la carta a Soushi. Cuando vuelve a encontrar a Riiko ya ha dejado Kronos Heaven para hacerse cargo del negocio familiar: un puesto de takoyaki. 

Mika Itou (伊藤ミカ, Itō Mika) 
Intérprete en el j-drama: Natsuhi Ueno
Es una chica hermosa, mejor amiga y compañera de clases de Riiko desde la escuela secundaria. Está rodeada por la atención de los chicos, con quienes llega a salir por capricho, siendo odiada por las demás chicas en secreto.  
Siempre ofrece atención y apoyo a Riiko cada vez que es rechazada, sin embargo, capítulos más tarde, se descubre que ella es la razón por la que Riiko siempre fracasa: se ofrecía a salir con los chicos que le gustaban (como Ishizeki), llevando las de ganar por ser bonita, e incluso difundió rumores sobre que Riiko se acostaba con cualquiera por dinero. Una vez que conseguía su amiga fuera ignorada, botaba al chico en cuestión. Su envidia llega al punto en que intenta que Night deje a Riiko y salga con ella en su lugar, valiéndose del club de fanes del chico para que intimiden a su amiga, pero es interrumpida por Soushi y rechazada por Night. Su plan se vuelve en su contra tras insistir en acercársele, razón por la que las chicas del club notan haber sido usadas y optan por acorralarla. A pesar de haber humillado a Riiko, ésta la defiende, y cortan toda amistad. 
Satori Miyabe (宮部サトリ, Miyabe Satori) 
Intérprete en el j-drama: Miki Maya
Amiga, no tan cercana, de Riiko. Tiene una actitud reservada y asocial, pero en realidad es una chica amable que, a veces, da a la protagonista consejos sobre amor, aunque muy a su manera. Es la primera en enterarse del plan de Mika contra Riiko durante el viaje escolar. 
A pesar de su edad, tiene grandes ahorros debido a que suele invertir en acciones, y se muestra muy interesada por las ganancias, cobrando por favores. Incluso, está dispuesta a comprar a la figura miniatura que un día Riiko llevó a la escuela. También es muy perspicaz, descubriendo que la miniatura en realidad es su compañero Tenjou, siendo la segunda persona en enterarse de que es un robot. A pesar de ello, y gracias a las palabras que Night le ofrece, no es necesario pedirle guardar el secreto, aunque de vez en cuando comenta algo al respecto a Riiko. 

Toshiki Shirasaki (白崎トシキ, Shirasaki Toshiki) 
Intérprete en el j-drama: Tsuyoshi Abe
Figura perteneciente a la misma línea que Night, siendo el modelo Nightly 02: más avanzado que el primero, mucho más fuerte y con mejores reflejos. Es bastante parecido a Night tanto físicamente como en la ropa y accesorios que usa, pero su personalidad es muy intensa.  
Con la apariencia de Toshiki Murakami (村上トシキ, Murakami Toshiki), el primer amor de Riiko, es enviado como sustituto de Night ya que este no ha cumplido su función de amante nocturno. Logra dejar inconsciente a Riiko y le hace creer que han pasado la noche juntos, creando tensión en su relación con Night. También, resulta ingresar como estudiante transferido a la misma escuela que los protagonistas, solo que un grado arriba.  
Queriendo aprovechar la oportunidad, trata de imponerse como amante por la fuerza, pero Night lo detiene y terminan envueltos en una pelea que destroza el departamento de Riiko. Lleva ventaja sobre Night, por lo que Riiko intenta detenerlo, pero la empuja fuera. Con esto, Night logra reponerse y le arranca el brazo. Habiendo perdido el enfrentamiento, Yuki lo desactiva y los empleados de la compañía se lo llevan para desmantelarlo, pero, como ya había sido comprado por una viuda adinerada, sólo es reprogramado. Al volver a clases, su personalidad se ha relajado un poco, y se vuelve amigo de los chicos. 

Yuki Shirasaki (ユキ・シラサキ) 
Intérprete en el j-drama: Eisuke Sasai
A pesar de ser un niño, es el superior de sección de Namikiri en Kronos Heaven. Es quien envía al Nightly 02 para seducir a Riiko. Primero, se presenta como el hermano menor de Toshiki, y duerme a Night susurrándole un código al oído para darle la ventaja a la nueva figura. Revela su identidad justo antes de la pelea de ambos robots; su plan era que el ganador pasara a ser el modelo final para su serialización, y el otro sería desechado. Como Night venció, decide apagar a Toshiki y volver a la compañía.  
Cuando Night escapa de Kronos Heaven durante su mantenimiento, es el encargado de atraparlo y contenerlo para su desmantelamiento, ya que un robot con consciencia y sentimientos propios representaba un peligro para la empresa. Se empeña en la tarea, recurriendo a varias figuras de diferentes líneas para inmovilizarlo, pero que, a pesar de su estado, Night logra derrotar. Incluso suplica a Riiko para que lo devuelva, pero no lo obtiene. Vencido, vuelve junto con Gaku, pero, lo intenta de nuevo tan pronto se hace de un último as bajo la manga: el otro modelo Nightly 01, idéntico en apariencia a Night, pero con una actitud completamente diferente. Él será el encargado de suplantar a Night para hacerse el amante de Riiko, pero esta lo nota de inmediato, por lo que el impostor huye con ella, saliendo Night detrás. Al ver la persecución, Yuki ordena al otro Nightly que lo destruya a pesar de su propio cuerpo, ya que lo repararían sin dudar, pero Night logra romperlo. Notando las condiciones en que quedó, y con el anillo destruido, queda por satisfecho, y se retira junto al equipo de la compañía. 

Masaki Asamoto (浅元マサキ, Asamoto Masaki) 
Intérprete en el j-drama: Shunsuke Nakamura
Es el hermano menor de Soushi. Al igual que su hermano, conoce a Riiko desde que eran niños. 
Masaki es quien constantemente apoya (y sonsaca) a Soushi para salir con Riiko, avergonzándolo por su iniciativa. En los últimos capítulos, también se muda a España para reunirse con su padre, sólo que se establece definitivamente con él, mientras que su hermano vuelve a Japón medio año después. 

Ishizeki (石関) 
Intérprete en el j-drama: Nobuo Kyou
Es el chico del que Riiko ha estado enamorada desde que entró a preparatoria. Es a quien vemos rechazarle al inicio de la historia, alegando que le gusta alguien más: Mika. La chica termina con él tras utilizarlo, y le hace creer, al igual que al resto de chicos, que su amiga es una interesada. Humilla públicamente a Riiko, pero es enfrentado por Night y Soushi. Sus insultos no terminan hasta que es golpeado, junto a sus amigos, por Night, quien le advierte nunca vuelva a meterse con Riiko, ni con él. 

Yoshiharu Izawa (井沢ヨシハル, Izawa Yoshiharu) y Makiko Izawa (井沢マキコ, Izawa Makiko) 
Intérpretes en el j-drama: Ryou Iwamatsu y Hitomi Takahashi
Son los padres de Riiko, siempre trabajan fuera del país por lo que rara vez están en casa. Vuelven cerca de la mitad de la serie, y se asombran (más Yoshiharu, que desaprueba) que su hija tenga novio. En un intento de separarlos, Yoshiharu invita a Soushi a una cena que Riiko sugirió para pasar tiempo en familia (en realidad para reunirse con Night), ya que espera se casen en el futuro, pero Soushi se marcha y Night aparece como camarero, declarando ir en serio con Riiko. Yoshiharu estalla, pero enferma y es atendido por Night, por lo que su opinión del chico cambia ligeramente, pero cuando está a punto de aceptarlo a regañadientes, el susodicho lo echa a perder.  
Cuando deben partir de nuevo, ninguno se entera del secreto de Night.

## El Anillo de Night
Se trata de un dispositivo-sensor con forma de anillo, plateado, con el diseño de un ala y un indicador al centro (normalmente de color blanco); es portado por el robot desde que sale del empaque. Tiene dos funciones: mantenerlo bajo el control de Kronos Heaven y monitorear el estado de ánimo de las mujeres y sus reacciones a él (principalmente las de su pareja) mostrando los resultados como un cambio de color: el rojo significa felicidad, el rosa, placer, negro para la tristeza, el azul son celos o enojo, el blanco es neutral, un estado de calma, y una mezcla de colores significa confusión.
Es la principal fuente de conocimiento de las emociones de Riiko para Night, pero a medida que desarrolla sus propios sentimientos, deja de ser necesario para leerla, aunque lo sigue siendo para su correcto funcionamiento, ya que Night es un producto imperfecto, una especie de prototipo aún, pues resulta que al ser el primer modelo, el estar con una humana fue ponerlo a prueba para desarrollar los Nightly 02 y 03, pero tras la intervención de Yuki y las otras figuras, finalmente decide quitárselo y romperlo, ya que de esa forma no se regirá por las órdenes de Kronos Heaven, sino por él mismo. 
Toshiki lleva un anillo similar, pero no se menciona si tiene las mismas funciones.
En las adaptaciones televisivas, el objeto para recopilar los datos, o sus colores, son diferentes: en la serie japonesa, el anillo es sustituido por un brazalete. En la versión taiwanesa se mantiene el anillo, pero se agrega un color extra, el amarillo, que aparece cuando la libido de Nai Te (Night) aumenta. En la versión coreana, también se usa el anillo, solo que quien lo porta es Da Da (Riiko), y únicamente tiene dos colores: rojo para alegría o amor, y negro para la tristeza o el enojo.

## Licenciamientos
Zettai Kareshi se estrenó en la edición de marzo de la revista Shōjo Comic en 2003, publicándose mensualmente hasta el número de febrero de 2005, con un total de 35 entregas. Los capítulos fueron repartidos en seis volúmenes  recopilatorios por Shogakukan, lanzando el primero el 25 de octubre de 2003, y el último el 25 de febrero de 2005. 
El manga está licenciado para su distribución en inglés y chino, ambos para Singapur, bajo el sello de Chuang Yi, publicando los seis tomos. Madman Entertainment se encargó de importar y republicar la versión de Chuang Yi para Australia iniciando el 17 de mayo de 2006 y terminando el 11 de octubre del mismo año. Para Norteamérica, la licencia fue obtenida por Viz Media, incluyendo a la serie en su antología Shojo Beat, lanzada en junio de 2005, con su última edición en marzo de 2008. Aparte de la antología, Viz publicó los seis volúmenes iniciando el 7 de febrero de 2006 y concluyendo el 6 de mayo de 2008. 
Además, el manga también cuenta con licencias para lanzamientos por regiones: en Alemania por Egmont Manga & Anime, en Francia por Kana y en Brasil por Conrad. 

## Adaptaciones
CD Drama
Bajo el nombre Zettai Kareshi: Figure Darling, salió a la venta el 25 de agosto de 2004 por el sello de Marine Entertainment, en Japón. 
Live-Action Serie japonesa
Llevando el mismo título del manga, fue emitida del 15 de abril de 2008 hasta el 24 de junio del mismo año por Fuji TV, tuvo una duración de 11 episodios más un especial transmitido el 24 de marzo de 2009. 
Mantiene varios aspectos de la trama, pero modificando la edad de los personajes para ser oficinistas jóvenes en lugar de estudiantes de preparatoria, por lo que los enfrentamientos se dan en distintas circunstancias. Su principal giro es la elección de Riiko. 
El capítulo especial se desarrolla tres años después del último suceso en la historia, dando continuidad pero con un final alternativo al del manga que podría catalogarse como un “y si” dentro del canon de la misma serie. 
Serie taiwanesa
Anunciada como Absolute Boyfriend en 2010, y estrenada el 8 de abril de 2012 bajo el título Absolute Darling, tuvo una duración de 13 capítulos, terminando su emisión el 1 de julio del mismo año, por la cadena FTV. 
En cuanto a desarrollo, es la versión más parecida a la historia del manga, aunque también cambia las edades de los personajes y sus roles/ocupaciones. 
Obra de teatro
En el año 2013, la compañía japonesa Amipro realizó una adaptación teatral a la historia del manga junto con la participación de Takuya Matsuoka como Night, Aoki Gentoku como Sôshi y Risa Aragaki como Riiko. La obra se presentó del 16 al 20 de marzo del 2013 en el teatro 1010. 
Esta adaptación teatral tiene un DVD publicado con el mismo nombre. 
Serie coreana
En 2011 se anunció con el nombre de Absolutely Him, sin embargo no hubo noticias relacionadas con su producción. Para 2018, según la plataforma Naver y el sitio de noticias Newsen, la cadena OCN estaba en conversaciones para adaptar el manga a drama con el título provisional de Romantic Comedy King.  
Finalmente, inició su transmisión el 15 de mayo de 2019 con el título definitivo de My Absolute Boyfriend. Terminó su tiempo al aire dos meses después, el 11 de julio, reuniendo un total de 40 episodios. 
Mantiene la premisa del novio robot, pero sigue una historia diferente, iniciando con que Da Da (Riiko) no ordena a Young Goo (Night), sino que le es entregado por accidente. 

## Principales diferencias entre dramas
Versión japonesa
- Night: Su nombre cambia a Knight (Riiko ya no se inspira en la línea del modelo, sino en que será su "caballero"), y  tiene una personalidad mucho más molesta que su yo del manga, ya que a menudo exhibe a Riiko alardeando sobre ser su novio ideal, lo que la molesta demasiado. Incluso llega a conseguir un empleo como conserje en la compañía de Asamoto y la hace pasar más situaciones vergonzosas. Además, en esta versión, el desarrollar voluntad propia no daña su cuerpo o sistema completamente, sino su chip de datos.  En el episodio especial, el sistema de Knight es reparado por un empleado de Kronos Heaven que desea usar sus habilidades para su propio beneficio. Busca a Riiko, pero ésta prefiere a Soushi, así que renuncia a ella, y pide a Gaku que lo borre definitivamente.
- Riiko: Es una mujer joven que sueña con ser repostera pero que en realidad es una oficinista que trabaja para Asamoto. Conserva la esencia de ser desafortunada en el romance, razón por la que Gaku le ofrece probar una figura por una semana. Con el avance de la serie, no sólo se vuelve cercana a Knight, sino también a Soushi. En el especial ya se ha vuelto una repostera profesional y es prometida de Soushi, con quien se casa.
- Soushi: A diferencia del manga, donde es serio y responsable, en la serie tiene una personalidad traviesa. Es el jefe de la compañía para la que trabaja Riiko, y no parece importarle mucho el presente de la empresa, sino que está más interesado en los orígenes de ésta gracias al vínculo con su abuelo y la repostería. Al igual que en el manga, es el primero en enterarse de que Knight es un robot; y, también se enamora de Riiko. Termina por confesarse, sólo que en esta versión es correspondido. Para cumplir el sueño de la joven, la invita a Francia para estudiar juntos. En el especial, vuelven a Japón tras los tres años de entrenamiento para reabrir la división de Asamoto, oficialmente como pareja, pero su relación se vuelve tensa cuando Knight reaparece. Al final se reconcilian después de que Knight decide dejar ir a Riiko.
- Gaku: En el manga es un simple vendedor, en la serie es el creador del Nightly 01, y decide vendérselo a Riiko para probar que su robot puede producirse para su comercialización. Difiere con la opinión de Kronos Heaven de desechar las emociones humanas de sus modelos, y defiende que es algo maravilloso para las figuras. Al igual que el resto de personajes, se le representa bastante mayor a comparación de su versión manga. Para el final, se encarga de almacenar a Knight. En el especial, se sorprende de ver que ha vuelto a funcionar sin su autorización, y es el encargado de eliminarlo, según deseos del mismo.
- Mika: Al igual que en el manga, es un aparente apoyo emocional para la protagonista. Sin embargo, mantiene en secreto que Riiko en realidad es popular con los hombres, por lo que está celosa. También sale con Ishizeki mientras su amiga aún gustaba de él, e incluso besa a Knight, reprogramando su lealtad hasta que Riiko logra revertirlo con otro beso. También es quien ayuda a la rival de la protagonista en un concurso de repostería. Cuando es descubierta, renuncia a su puesto en la oficina. Tiempo después, es perdonada y se reconcilia con ella, ayudándola a guardar el secreto sobre Knight.
- Satori: Miyabe no es presentada en la versión live action, pero parte de su personaje puede verse reflejado en el de Fujiko Wakabayashi (若林ふじ子, Wakabayashi Fujiko). Fujiko es una camarera en el bar contiguo a las oficinas de Asamoto. Es bastante cercana a Riiko, y al igual que su contraparte, la asesora en su vida amorosa, así como también es la segunda persona en enterarse sobre Knight.
- Toshiki: Su encuentro con Riiko es bastante diferente, en un principio sólo busca agradarle. Comienza a trabajar como conserje en la compañía de Asamoto, igual que Knight. Pero, tiempo después planea salir con la joven. En esta versión, Nightly 02 es desarrollado por otra división de Kronos Heaven, pero sus características avanzadas hacen que procure primero su bienestar que el de Riiko cuando está a punto de accidentarse, mientras que Knight corre a salvarla sin pensarlo. Como resultado, el modelo 02 es desechado y 01 es elegido para producirse en serie.
- Masaki: Su nombre se cambió por Masashi, y ahora es el hermano mayor de Soushi, retomando la personalidad y apariencia de éste en el manga. Es un joven serio, sensato y que critica constantemente la inmadurez de Soushi para manejar el negocio de repostería, herencia familiar, donde es vicepresidente. También, desaprueba a Riiko por su posición socioeconómica y su falta de profesionalismo. Al final, al ver que Soushi es capaz de dirigir la empresa, aprueba el nombramiento para su viaje a Francia.

Versión taiwanesa
- Night: El modelo de Nai Te está basado en el hijo del fundador de Kronos Heaven, quien murió a los veinte años. Por flashbacks, se sabe que Xiao Fei (Riiko) lo conoció cuando era joven.
- Yuki: En esta versión, respondiendo al nombre de Baiqi, es un niño prodigio, director de Kronos Heaven, y también el creador de los “darling”, figuras de amantes perfectos. Junto al fundador de la empresa, construyó al Nightly 01.